# الوعرة (تعز)
الوعرة هي إحدى قرى الجمهورية اليمنية. تتبع جغرافيا لمحافظة تعز و إداريًا لمديرية ماوية. يبلغ تعداد سكانها 3333 نسمة حسب الإحصاء الذي أجري عام 2004.